# Маргарет Карен
Маргарет Патрісія Карен (англ. Margaret Patricia Curran; нар. 24 листопада 1958, Глазго, Шотландія) — британський політик-лейборист ірландського походження. Член Палати громад з 2010 по 2015.

## Життєпис
Карран навчалась в Університеті Глазго, де отримала ступінь у галузі історії та економічної історії у 1981 році. Вона брала участь у Лейбористській організації Університету Глазго у кінці 70-х років. Карен була громадським діячем, а потім викладачем в Університеті Стратклайда.
Член Парламенту Шотландії з 1999 по 2011.
Міністр соціальної справедливості Шотландії з 2002 по 2003.
Міністр у справах громад Шотландії з 2003 по 2004.
Міністр з питань парламентської діяльності Шотландії з 2004 по 2007.
Тіньовий міністр у справах Шотландії з 2011 по 2015.
Одружена, має двох синів.